# Кайль, Роберт
Роберт Кайль (нем. Robert Keil; 1826 — 1890) — немецкий историк литературы, прежде всего исследователь биографии Гёте.
Из работ Кайля о Гёте наиболее заметны: 
- «Frau Rath. Briefwechsel von Katharina Elisabeth Goethe» (Лейпциг, 1871),
- «Vor hundert Jahren» (т. I, «Goethes Tagebuch»; т. II, «Corona Schröten», Лейпциг, 1875).

Другие труды Кайля: 
- «Rechtskatechismus für das deutsche Volk» (Лейпциг, 1856);
- «Wieland und Reinhold» (Лейпциг, 1885);
- «Das Goethe-Nationalmuseum in Weimar» (Веймар, 1886).

В сотрудничестве со своим братом, Рихардом Кайлем (1828-1880) опубликовал: 
- «Geschichte des jenaischen Studentenlebens» (Лейпциг, 1858);
- «Die Gründung der deutschen Burschenschaft in Jena» (Иена, 1865; 2 изд. 1883);
- «Die burschenschaftlichen Wartburgfeste von 1817 und 1867» (Иена, 1868);
- «Deutsche Studentenlieder des XVII und XVIIII» (Лар, 1861);
- «Goethe, Weimar und Jena» (Лар, 1882 — по частным бумагам Гёте).